# Clint Benedict

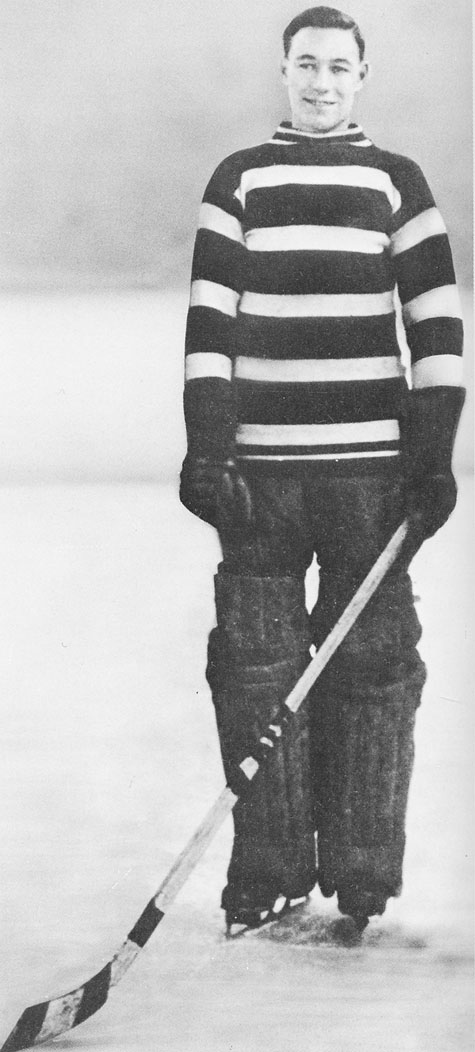

Clinton Stevenson Benedict, mais conhecido como Clint Benedict (Ottawa, 26 de setembro de 1892 - Ottawa, 12 de novembro de 1976), foi um jogador profissional de hóquei no gelo canadense que atuava como goleiro. Ele jogou pelo Ottawa Senators e Montreal Maroons.